# Tinted Windows
Tinted Windows est un supergroupe de rock américain formé en 2009 par le guitariste James Iha, précédemment membres des The Smashing Pumpkins, le chanteur Taylor Hanson des Hanson, le bassiste Adam Schlesinger de Fountains of Wayne et d'Ivy, ainsi que Bun E. Carlos de Cheap Trick. Josh Lattanzi (en) joue également souvent avec le groupe en tant que deuxième guitariste. Ce projet se déroule parallèlement aux autres groupes des artistes.